# Giochi nell'acqua
Giochi nell'acqua (Drowning by Numbers) è un film del 1988 diretto da Peter Greenaway.
È stato presentato in concorso al 41º Festival di Cannes, dove ha vinto un premio per il miglior contributo artistico.

## Trama
Tre donne, madre, figlia e nipote, tutte di nome Cissie Colpitts, fanno annegare uno dopo l'altro i rispettivi mariti (un giardiniere, un uomo d'affari e un idraulico disoccupato), rispettivamente in una vasca da bagno, in mare ed in piscina. Malgrado i sospetti dei familiari dei defunti, fanno passare le morti per incidenti grazie alla complicità dell'eccentrico medico legale Madgett, amico di famiglia, che passa il tempo con il figlio adolescente inventandosi strani giochi e stilando macabre statistiche di morti.
Quest'ultimo si aspetta ogni volta di essere ricompensato dalle loro grazie femminili, ma viene solo ripetutamente illuso (è la più giovane e trasgressiva delle tre a concedergli una minima soddisfazione, ma poi si tira indietro anche lei), finché alla fine, durante la cerimonia notturna della dispersione delle ceneri dei tre mariti, rimane vittima a sua volta dello spietato terzetto.

## Un film puzzle
Il titolo originale (la cui traduzione letterale è: "affogati dai numeri") è un gioco di parole che richiama quegli album per bambini in cui si colora un disegno ("Drawing by numbers") riempiendo le caselle numerate con i diversi colori.
Nel corso del film appaiono, evidenti in primo piano o nascosti sullo sfondo, i numeri dall'1 al 100, in ordine crescente, come se vi fosse in corso una sorta di conteggio, introdotto all'inizio del film da una bambina che, mentre salta la corda, conta e nomina le stelle, fermandosi a cento.

## Produzione
La prima idea del film venne a Greenaway mentre stava lavorando a I misteri del giardino di Compton House. Gli esterni del film furono girati nella campagna inglese tra Norfolk e Suffolk, nel periodo autunnale, con i colori ritratti dal prestigioso direttore della fotografia Sacha Vierny, già collaboratore di Resnais e Buñuel.

## Riconoscimenti
- Festival di Cannes 1988
  - Premio per il miglior contributo artistico